# Jason Newsted
Jason Curtis Newsted, ameriški bas kitarist, * 4. marec 1963, Battle Creek, Michigan, Združene države Amerike.
Znan je predvsem kot dolgoletni bas kitarist skupine Metallica. Skupini se je pridružil leta 1986 po smrti prejšnjega basista Cliffa Burtona na turneji; prvi posnetek Metallice, pri katerem je sodeloval, je bil The $5.98 E.P.: Garage Days Re-Revisited, leto kasneje pa še na prvem studijskem albumu ...And Justice for All. Kljub temu, da ga ostali člani niso nikoli sprejeli kot enakovrednega člana skupine in je bil mnogokrat tarča norčevanj, je ostal pri Metallici najdlje od vseh basistov do danes. Poleg ...And Justice for All (1988) je igral še na njihovem najuspešnejšem albumu, Metallica (1991), ter Load (1996), ReLoad (1997) in S&M (1999), posnetkih v živo Live Shit: Binge & Purge (1993) in  Cunning Stunts (1997) ter singlu »I Dissappear« (2000).
Skupino je zapustil leta 2001 po sporu z ostalimi člani skupine, ko je predlagal enoleten premor da bi se lahko posvetil svojemu stranskemu projektu, skupini Echobrain. Po tistem je igral še z Ozzyjem Osbourneom in skupinama Rock Star Supernova ter Voivod.